# Гарригу-Лагранж, Режиналь
Режиналь Гарригу-Лагранж (21 февраля 1877, Ош, Франция — 15 февраля 1964, Рим, Италия) — доминиканский богослов и философ.

## Биография
До поступления в доминиканский орден в 1897 г. изучал медицину в университете Бордо. Когда завершил своё богословское образование под руководством А. Гардейля, был назначен преподавателем философии и богословия в Ле Сольшуер в Бельгии (1905).
С 1909 по 1960 преподавал основное, догматическое и мистическое богословие в учебном заведении, которое сегодня называется Папским университетом Св. Фомы Аквинского в Риме.
В последние годы жизни он был консультантом Священной канцелярии и других Римских конгрегаций. Гарригу-Лагранж начал публиковаться с 1904 г. и написал более 500 книг и статей, опубликованных в научных периодических изданиях, многие из которых были переведены на иностранные языки.
Был ревностным защитником учения Фомы Аквинского в том виде, в каком оно было представлено классическими комментаторами доминиканской школы — кардиналом Томмазо де Вио Каэтаном, Банезом, Иоанном св. Фомы и Шарлем Биллуаром.
Гарригу-Лагранжу удалось соединить в себе глубочайшее уважение к прошлому с пониманием интеллектуальных и духовных нужд своего времени. Его фундаментальной работой была книга «Реальность: синтез томистской мысли» (La Synthese thomiste, Paris 1946). В области философии его первой выдающейся работой была монография «Здравый смысл, философия бытия и формулы догматики» (Le Sens commun, la philosophie de l’etre et les formules dogmatiques, Paris 1909). Она была написана против модернизма и его концепции эволюции догматов. Вновь утверждая ценность философии бытия, умеренный реализм и аристотелевско-томистскую метафизику, которая является просто развитием элементарных врожденных идей естественного разума, Гарригу-Лагранж показал, как человеческий разум достигает понимания первых и самоочевидных принципов интеллигибельного бытия, которое является первым объектом, охватываемым интеллектом в данных чувств. Обращаясь затем к догматическим формулам, которые он не желал одаривать какой-либо философской системой, он показал их рациональное значение и неизменность. Познание догмата и догматических выражений и формул может прогрессировать, но догмат сам по себе всегда остается неизменным. Среди других его философских работ можно выделить следующие: «Реализм принципа финальности» (Le Realisme du principe de finalite, Paris 1932) и «Чувство тайны и ясное, темное, интеллектуальное (природное и сверхприродное)» (Le Sens du mystere et le clair obscur intellectuel (Nature et Surnaturel), Paris 1934).
Его наиболее важной философской работой была книга «Бог, Его существование и Его природа» (Dieu, son existence et sa nature, Paris 1915). В этом исследовании, посредством которого он надеялся получить решение антиномий агностицизма, он объяснял первые принципы, защищая их онтологическую и трансцендентальную законность. Затем, основываясь на своих аргументах, он развивал томистские доказательства существования Бога и определенных истин, относящихся к божественной природе, обращая большое внимание на томистскую доктрину идентичности сущности и существования в Боге и реальное отличие сущности и существования в творении.
Основные работы Гарригу-Лагранжа, однако, были богословскими. Его классический труд «Об Откровении, Церковью проповедуемом» (De revelatione ab ecclesia proposita, Рим. 1918; переизд. Рим. 1932) рассматривал основные направления католической апологетики. Для него апологетика была скорее богословской, нежели философской наукой, поскольку он мыслил её как рациональную защиту Божественного Откровения, которую разум совершает при положительном руководстве верой. Так он пытался, с одной стороны, защитить понятие веры, как дара Божия, благодати, и, с другой стороны, избежать ловушки фидеизма, которая игнорирует разум и познание человека. Вера, существенно сверхъестественный дар, превосходящий исследования человеческой мысли, и она не может быть плодом рационального силлогизма, который может привести разум не более как к суждениям о достоверности.
Гарригу-Лагранжу принадлежит авторитетный комментарий на «Сумму теологии» Фомы Аквинского (в 7 тт. Париж-Турин, 1938—1951), в котором дано всеохватное рассмотрение богословия Фомы Аквинского. Из других богословских работ стоит отметить «Предопределение святых и благодать» (La Predestination des saints et la grace, Paris 1935); «Вечная жизнь и глубина души» (L’Eternelle vie et la profondeur de l’ame, Paris 1950), его статьи в словаре католического богословия «Предопределение», «Промысл согласно богословию», «Томизм».
В области мистического богословия Гарригу-Лагранж также исходил из томистской доктрины. Принимая позицию Хуана Гонсалеса Аринтеро, он настаивал на универсальности призыва к святости, и необходимости созерцания и мистической жизни как обычном пути к святости и христианскому совершенству. Из его фундаментальных работ в этой области можно указать следующие: «Христианское совершенство и созерцание» (Perfection chretienne et contemplation, Paris 1923), «Три обращения и три пути» (Les trois conversions et les trois voies, Paris 1933), «Три возраста внутренней жизни» (Les trois ages de la vie interieure, Lyons 1941).